# PHOENICS
O PHOENICS é um software de CFD desenvolvido pela empresa britânica CHAM, tendo sido largamente utilizado para diversas simulações envolvendo escoamento multifásico, transferência de calor, processos com reações químicas, acompanhamento de partículas, dispersão de fumaça, aerodinâmica, análise de eficiência de equipamentos, climatização e ventilação, entre outros. 
A sua interface amigável, importação de estrutura de CAD, flexibilidade (código reprogramável) e diversidade e exclusividade de seus modelos físicos estão entre as principais vantagens da utilização do PHOENICS para simulações de CFD. Entre as principais características, podemos destacar:
- Geometrias 1, 2 ou 3D;
- Coordenadas Cartesianas, Polares, Body-Fitted e Não-estruturadas;
- Refinamento local de malha;
- Técnicas de preenchimento de volumes PARSOL;
- Input de fórmulas INFORM;
- Transferência de calor conjugado;
- Escoamentos multifásicos;
- Acompanhamento de partículas;
- Reações químicas;
- Modelos de radiação;
- Escoamentos não-Newtonianos
- Opções de seleção do método numérico;
- Código semi-aberto para edição;
- Controle automático de convergência.

A responsabilidade pelo licenciamento e representação do PHOENICS no Brasil é responsabilidade da empresa brasileira SAFE SOLUTIONS.